# Gran Bazar (Isfahan)

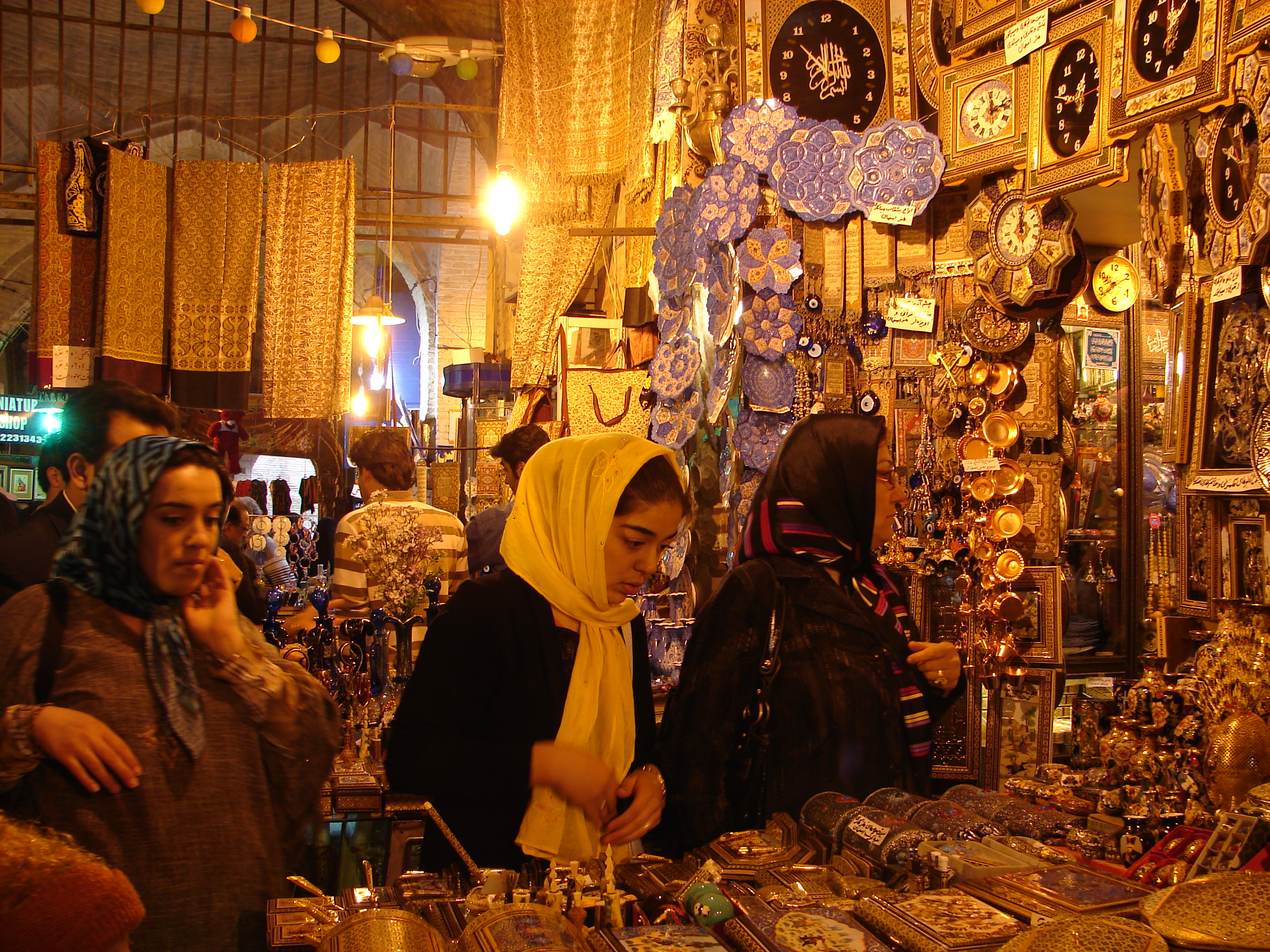
Interno del Bazar

Il Grand Bazar (in Persiano: Bazar Bozorg, بازار بزرگ) è un mercato storico di Isfahan in Iran, conosciuto anche come "Qeysarriyeh Bazaar" (in Persiano: بازار قيصريه).
È stato originariamente costruito durante l'XI secolo, sull'ala sud ovest della moschea di Jameh e la Piazza Kohneh ma varie arcate e camere furono poi aggiunte. L'attuale struttura è del periodo safavide, durante il quale il Bazar Qaysari è stato costruito sulla fascia nord rispetto al Piazza Naqsh-e jahàn, una piazza che è stata sviluppata per sostituire Piazza Kohneh.
L'ingresso principale è la porta di Qeysarieh sita all'estremità settentrionale di Piazza Naqsh-e jahàn. Sono visibili anche delle piastrelle che mostrano episodi della guerra dello scià contro gli uzbeki, inoltre scene di caccia e banchetti ma anche degli affreschi di Reza Abbasi.
Nella parte occidentale della struttura vi sono i venditori di tappeti, attività molto importante.

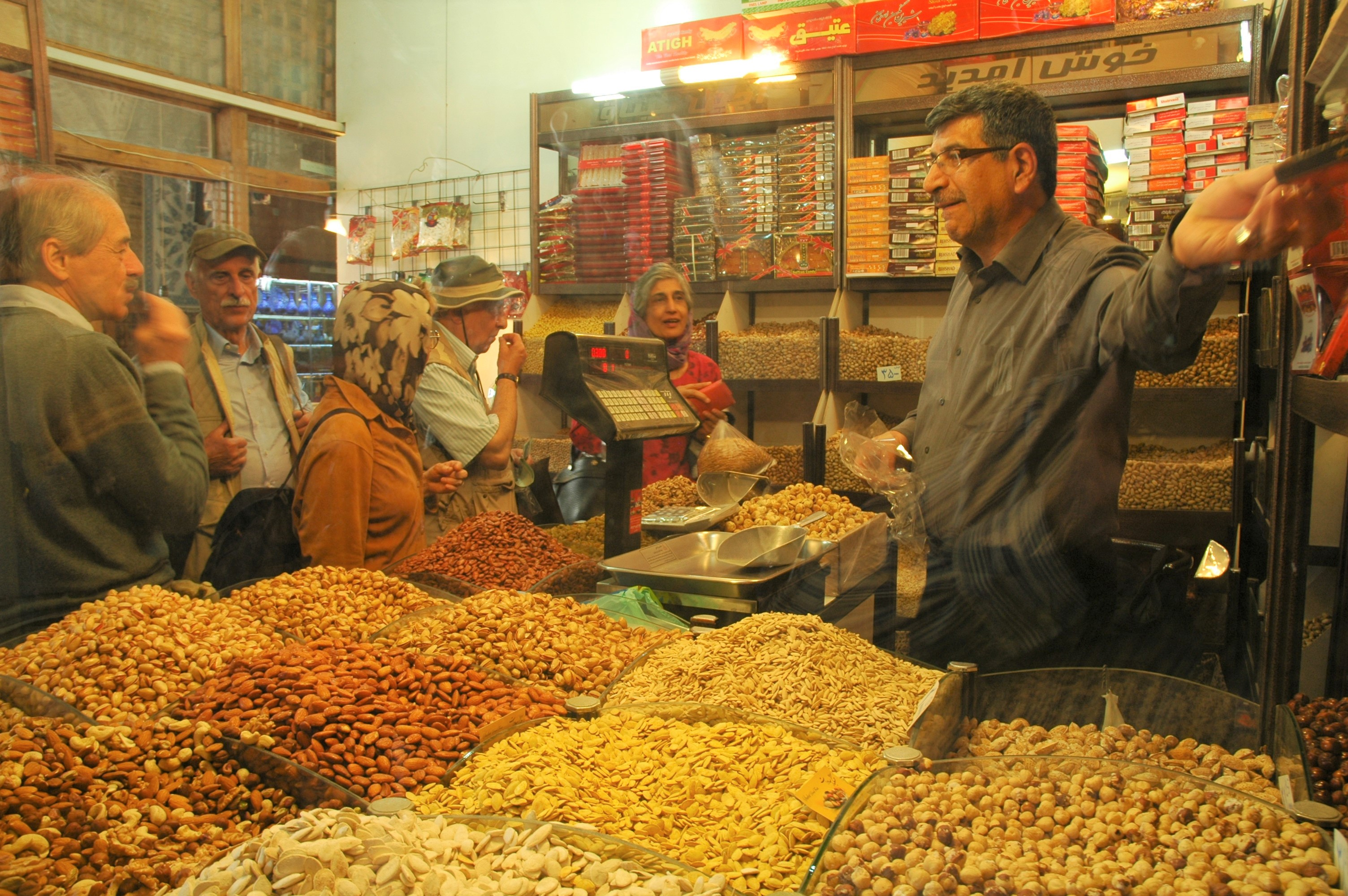
Un negozio di frutta secca al Bazar di Esfahan

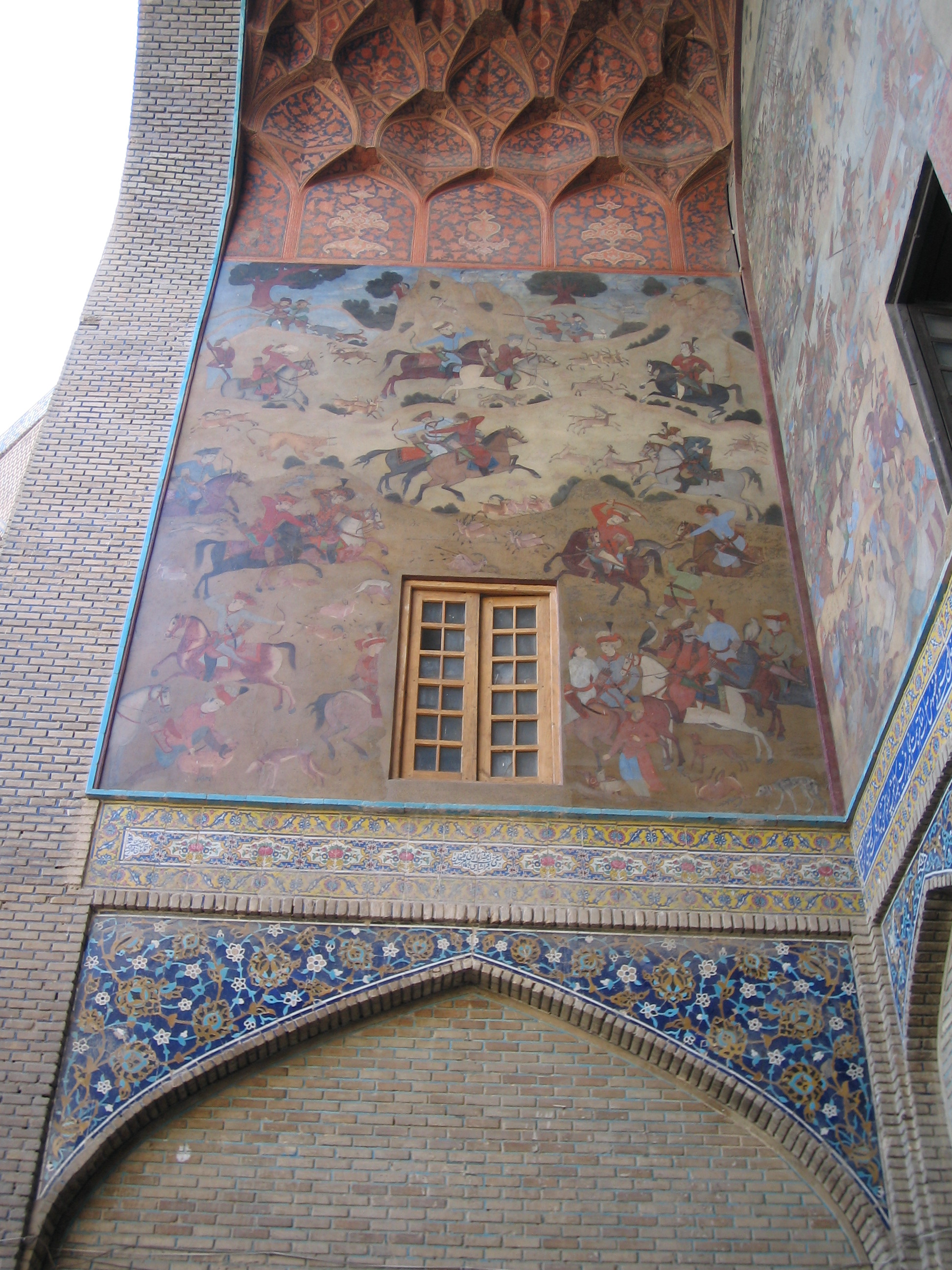
Affreschi del portale